# Otto Oehring
Otto Oehring (* 17. November 1892 in Hamburg; † Ende Januar 1945 im Zuchthaus Sonnenburg) war ein deutscher Kommunist (KPD/KPO) und Widerstandskämpfer gegen das NS-Regime. Er war Mitglied der Reichsleitung der Kommunistischen Partei-Opposition (KPO).

## Leben
Oehring besuchte die Volksschule und erlernte den Beruf des Kaufmanns. Anschließend war er  als kaufmännischer Angestellter tätig. Oehring nahm als Soldat am Ersten Weltkrieg teil. Im Oktober 1914 wurde er zur Infanterie eingezogen und kam an die Westfront. Nach einer Verwundung im Januar 1915 war er bis August 1916 an der flandrischen Front eingesetzt. Nach schwerer Erkrankung hielt er sich bis Juni 1919 – nur unterbrochen durch einen Einsatz im Grenzdienst 1917 – in Kriegslazaretten auf.
Im Frühjahr 1920 zog er nach Berlin. Er arbeitete dort bis 1928 bei verschiedenen Firmen, unter anderem bei der Handelsvertretung der Sowjetunion. 1924 trat er der Kommunistischen Partei Deutschlands (KPD) bei. 1928 wurde er als „Rechter“ aus der KPD ausgeschlossen. Oehring hatte gegen die Spaltung der Gewerkschaftsbewegung sowie das Fehlen innerparteilicher Demokratie opponiert. Nach längerer Arbeitslosigkeit fand er 1929 eine Anstellung beim Arbeitsamt und war von 1930 bis 1933 mit Unterbrechungen bei der Berliner Stadtbank tätig. Er trat bereits früh der Kommunistischen Partei-Opposition (KPO) bei und wurde Leiter des Unterbezirks Charlottenburg. Oehring war zudem Mitarbeiter des Büros der Internationalen Hilfsvereinigung der KPO. 
Nach der „Machtergreifung“ der Nationalsozialisten wurde er 1933 als Angestellter der Stadtbank entlassen. Er beteiligte sich aktiv an der illegalen Arbeit der KPO. Zuerst vertrieb er die illegalen Publikationen der KPO und organisierte den Berliner Unterbezirk Süd. Ab März 1935 gehörte Oehring der illegalen Reichsleitung der KPO (das sog. Berliner Komitee, BK) an und arbeitete nun in der Redaktion der Publikationen mit. Mit weiteren Leitungsmitgliedern der KPO wurde Oehring am 22. Februar 1937 verhaftet und am 24. November 1937 vom 2. Senat des  „Volksgerichtshofes“ wegen „Vorbereitung zum Hochverrat unter erschwerenden Umständen“ zu acht Jahren Zuchthaus und acht Jahren Ehrverlust verurteilt. Er kam ins Zuchthaus Sonnenburg. Dort wurde er Ende Januar 1945 beim Rückzug der SS wie alle politischen Gefangenen erschossen.